# Daniel Machacón
Daniel Machacón est un footballeur colombien jouant pour Atlético Bucaramanga dans le mustang de Copa. Il joue comme du milieu de terrain central. Il a joué avec l'équipe nationale de la Colombie mais aussi les moins de 20 ans du championnat Sud-Américain des jeunes que la Colombie a accueilli et a gagné. Machacón a aussi participé au championnat du monde des jeunes de la FIFA 2005 en Hollande.